# Last Exit to Garageland
Last Exit to Garageland es el álbum debut de la banda neozelandésa Garageland, lanzado en junio de 1996 por Flying Nun Records. El álbum fue relanzado en el Reino Unido en septiembre de 1997 por Discordant Records y en Estados Unidos por Foodchain Records. En 2003, Foodchain volvió a publicar una versión más nueva del disco, el cual incluía pistas extras.

## Lista de canciones

### 1996 - Flying Nun Records
1. "Fingerpops"
2. "Classically Diseased"
3. "Beelines to Heaven"
4. "Come Back"
5. "Nude Star"
6. "Fire Away"
7. "Tired and Bored"
8. "I'm Looking For What I Can't Get"
9. "Never Gonna Come Around Here Again"
10. "Return to You"
11. "Jesus I'm Freezing"
12. "Underground Nonsense"

### 2003 - Foodchain Records
1. Intro
2. Fingerpops
3. Classically Diseased
4. Nude Star
5. Pop Cigar
6. Beelines To Heaven
7. Come Back
8. Fire Away
9. Tired And Bored
10. I'm Looking For What I Can't Get
11. Never Gonna Come Around Here Again
12. Return To You
13. Jesus I'm Freezing
14. Fay Ray
15. Underground Nonsense
16. So You Want To Be A Rock N' Roll Star
17. Bus Stops
18. Struck
19. Graduation From Frustration
20. One Shot
21. Shouldn't Matter But It Does
22. Cherry Cola Vodka (Hold The Ice)